# Pont de la Soia
El Pont de la Soia és un pont catalogat com a monument del municipi de Poboleda (Priorat) protegit com a bé cultural d'interès local.

## Descripció
Pont de dos ulls sobre el riu Siurana, a l'est de la vila, de la que dista menys d'1 km. Les dues arcades, de llum desigual, són en arc de mig punt, fet de maons. La resta és de paredat lligat amb morter. La pila central té una base de carreu i permet un eixamplament de la calçada. Les dues rampes d'accés són en angle recte amb el pont i encimentades, en tant que el pont és empedrat amb còdols.

## Història
Construït en una època imprecisa, fou restaurat per la Diputació Provincial de Tarragona cap al 1970 que li atorgà la condició de romà, datació poc probable. Possiblement és d'època medieval però ha estat contínuament renovat.
Bastit sobre el riu Siurana, forma part de l'antic camí ral de Poboleda a Cornudella i el Coll d'Alforja passant per la Venda del Puvill. Es va deixar de fer servir regularment cap al 1880 arran la construcció de la carretera i avui serveix per al trànsit local cap a les hortes i d'altres trossos de terra.